# Schizomyia galiorum
Schizomyia galiorum är en tvåvingeart som beskrevs av Jean-Jacques Kieffer 1889. Schizomyia galiorum ingår i släktet Schizomyia och familjen gallmyggor. Inga underarter finns listade i Catalogue of Life.